# ウッチ・ゲットー

ウッチ・ゲットー全景。1は歩道橋、2はユダヤ人旧墓地、3は消防署、4はゲシュタポ、5はゲットー役所、6はゲットー警察、7は市場、8は刑事警察、10は病院、11は隔離収容所、13は監獄、14はジプシー収容所、15は子供収容所、16はユダヤ人新墓地、17は駅。

ウッチ・ゲットー（ポーランド語: Ghetto Łódź）もしくはリッツマンシュタット・ゲットー（ドイツ語: Ghetto Litzmannstadt）は、ナチス・ドイツが第二次世界大戦中にウッチ（現ポーランド領。当時はドイツ領）に設置したゲットー（ユダヤ人隔離居住区）である。ワルシャワ・ゲットーに次ぐ規模であった。

## 歴史

### 前史
戦前、ウッチには66万人以上の人口があり、そのうち約3分の1がユダヤ人であった。ドイツ軍のポーランド侵攻後、1939年9月8日にウッチはドイツ軍によって占領された。第一次世界大戦においてウッチを占領したドイツ軍歩兵大将カール・リッツマンの名前に因んでウッチはリッツマンシュタット（「リッツマンの町」の意）と改名された。
1939年10月13日にウッチのユダヤ人共同体評議会員モルデハイ・ハイム・ルムコフスキがドイツ当局よりユダヤ人長老評議会議長に任じられ、ユダヤ人長老評議会を組織するよう命じられた。

### ゲットー成立

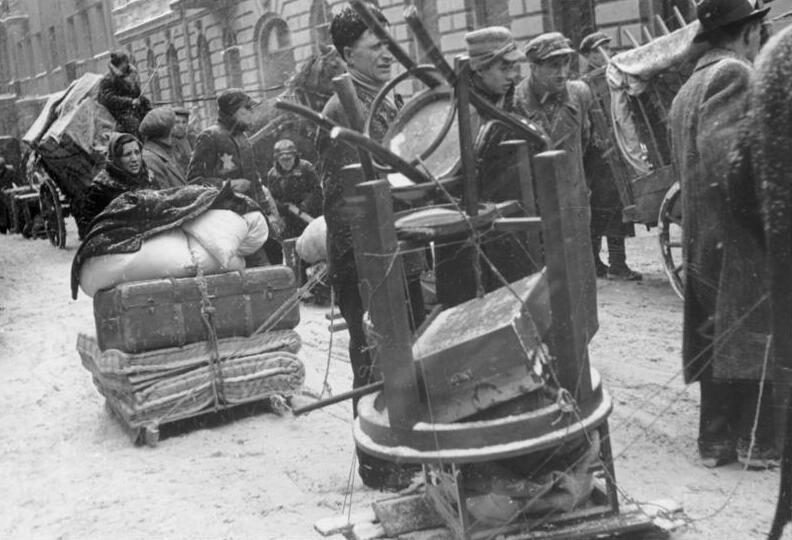
1940年3月、ウッチの町の他の区域からゲットーのある区域へ移住させられるユダヤ人たち

ウッチの町の中でも特に荒廃した北方の旧市街区域（スターレ・ミアスト (Stare Miasto) 地区、バルティ (Baluty) 地区、マリジン (Marysin) 地区）にウッチ・ゲットーは作られた。この区域はもともとユダヤ人が大勢固まって暮らしていた地域であり、6万2000人ものユダヤ人がすでに暮らしていた。
1940年2月に地元の警察長官ヨハネス・シェーファー親衛隊少将は、ここを中心にゲットーを創設することを布告した。この区域に住む非ユダヤ人は4月30日までに退去することを命じられた。さらに町の他の区域や郊外から約10万人のユダヤ人がこのゲットーに連行されてきた。1940年4月にこの区域が封鎖されてウッチ・ゲットーとなった。
この時点でウッチ・ゲットーには16万人を超えるユダヤ人がこのゲットーで暮らしていた。またこのゲットーにはオーストリアから移送されてきた5000人のジプシー（ロマ民族）も送り込まれており、ゲットー内には彼ら専用の収容区画が存在していた。
ウッチ・ゲットーの周囲にはワルシャワ・ゲットーやクラクフ・ゲットーのような壁こそ作られなかったが、有刺鉄線の鉄条網で囲まれており、監視塔と検問所も置かれ、出入りは厳しく制限されていた。そのため前者二つに次いで閉鎖的なゲットーだった。

### ゲットーの運営

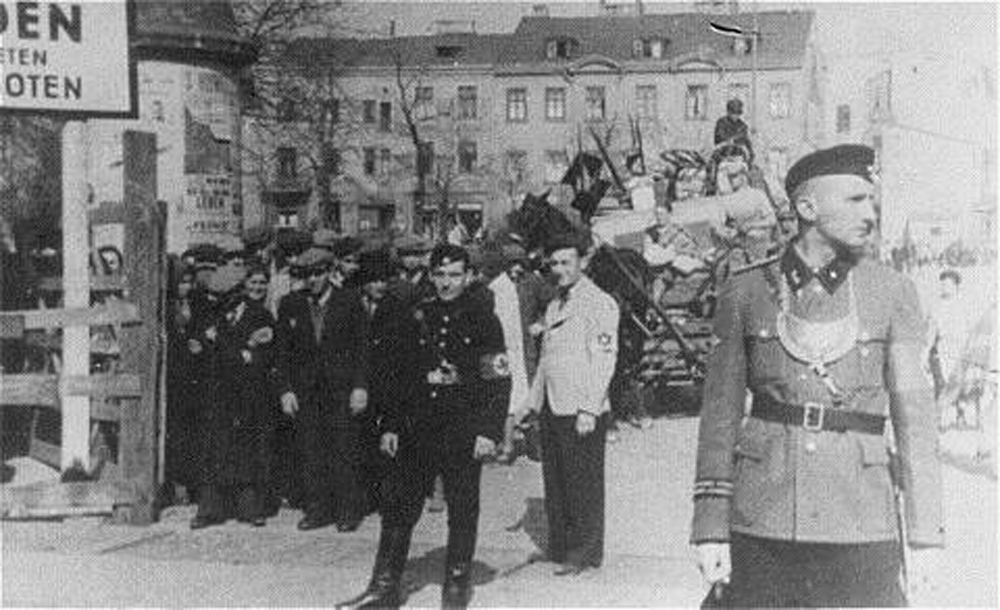
ゲットー入口を警備するドイツ警察とゲットー警察

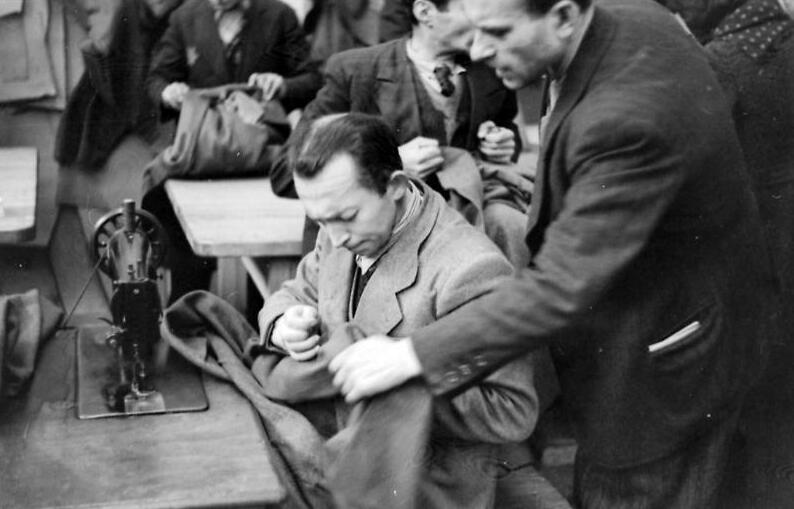
ゲットー内の被服工場

ウッチのユダヤ人長老評議会議長ルムコフスキはゲットー内で独裁的な政治を行っていた。ルムコフスキの強力な指導体制の下、ウッチ・ゲットーでは統制経済が取られていた。ゲットー内に民間企業はほとんど存在せず、ユダヤ人長老評議会があらゆる分野の活動を統制していた。これは比較的自由主義的なユダヤ人長老評議会が置かれ、市場原理主義的な経済体制が取られていたワルシャワ・ゲットーと大きく異なっている点であった。ウッチ・ゲットー内の紙幣にはルムコフスキの署名が入っており、また切手の肖像画にはルムコフスキが使われていたことからも彼の支配の強力さがうかがえる。
しかしながらそれ故にルムコフスキはゲットー住民から激しく嫌われた。ゲットー内ではルムコフスキの強圧政治に対する抵抗運動が激化し、デモやハンガー・ストライキが多発した。1940年8月にはゲットー警察だけでは取り締まれなくなり、ゲットー外のドイツ当局の助力を得てようやく鎮圧している。しかし9月にはデモが再開し、9月半ばにはルムコフスキが路上で襲撃を受けるという事件まで発生した。他のゲットーでもユダヤ人長老評議会に対する批判活動はみられたが、ここまで激しかったのはこのウッチ・ゲットーのみである。
そのためウッチ・ゲットー内にはドイツの刑事警察の派出所が存在していた。彼らは抵抗運動を起こした者から金品を巻き上げることに励んでいた。
ゲットー内では絶対的な存在であるルムコフスキもドイツ当局の命令には全く異を唱えられず、従うよりほかになかった。特にリッツマンシュタット（ウッチ）市役所のゲットー局局長ハンス・ビーボウが頻繁に命令を下し、彼とその上官が実質的にゲットーを支配していた。

### 食糧危機・伝染病蔓延
1940年末以降、食糧事情が限界に達し、ゲットー内に飢餓や病が蔓延するようになった。1941年1月のウッチ・ゲットー再編成のための会計検査院の報告によるとウッチ・ゲットー住民の消費する食費は監獄囚人の消費する食費の半分であったという。
悲惨な食糧事情は伝染病を引き起こした。1941年5月のゲットー保健局の公式記録によればゲットー住民のうち2万人が急性結核を患っていたという。ゲットー内の医師アルノルト・モストヴィッツは「史上最大の赤痢が流行がゲットーを覆っている。住民17万人のうち、5万人から6万人が患っている。死亡率は高い。急性結核も蔓延しており、多数の犠牲者が出ている。腸チフスも流行しており、私も患った。同じく発疹チフスも押し寄せようとしている」と書いている。4万3000人が病と飢餓で命を落とした。犠牲となるのは大抵体力に劣る子供や老人であった。1941年上半期の全死亡者のうち5分の1は14歳以下の子供であった。
このような状況の中、1941年末にドイツ・オーストリア・ルクセンブルク・ベーメン・メーレン保護領（チェコ）からさらに2万5000人のユダヤ人がウッチ・ゲットーに移送されてきた。彼らはゲットーの先住者たちからは全く異質な存在であり、招かれざる客であった。この急な移送のためにゲットー内の食糧・物資不足はますます深刻になった。
ウッチが属するヴァルテラント帝国大管区のSD長官ヘップナー親衛隊少佐は、1941年7月にベルリンの国家保安本部ユダヤ人課課長アドルフ・アイヒマン親衛隊中佐に宛てて「今年の冬にもユダヤ人全員には食糧を支給できなくなるかもしれない。労働不能なユダヤ人は何か速効性のある方法で始末するのが最も人道的ではないだろうか。真剣に考慮すべきだ。この方が餓死よりは気持ちがいい」と提案している。
ドイツ当局はウッチ・ゲットー内の15万人のユダヤ人のうち「労働可能」な者は5万人にすぎず、残りは食糧を無駄に使うだけの「労働不能」者と見ていた。

### 「労働不能者」移送

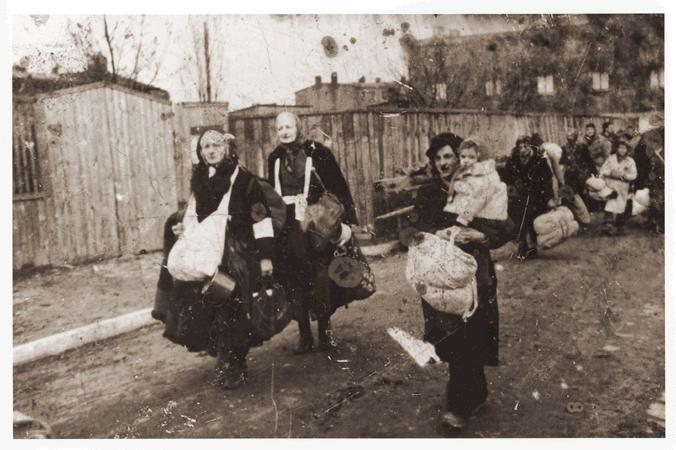
ヘウムノ絶滅収容所への移送のために駅へ向かわされるユダヤ人たち。

1941年12月にユダヤ人長老評議会議長ルムコフスキはドイツ当局より2万人の「労働不能」なゲットー住民をヘウムノ絶滅収容所へ「移住」させよ、という最初の移送命令を受けた。これ以降も頻繁にドイツ当局から移送命令が下された。「移住」対象となる「労働不能」者の具体的な選定はユダヤ人長老評議会に一任された。ルムコフスキはゲットーの関係部門責任者を委員とする「移住委員会」を設置して「移住」対象者の選定を協議した。
まずゲットー内にいる5,000人のジプシーを全員「移住」させることが決定した。彼らは1941年12月のうちに真っ先にゲットーからヘウムノへ移送され、同地でガス殺された。続いて1942年1月15日からユダヤ人の移送も始まった。1942年5月末までにかけて、ウッチ・ゲットー内の5万5,000人のユダヤ人がヘウムノ絶滅収容所へと移送され、そこでガス殺された。移送された者の多くは貧困層の老人、子供、女性などであった。さらに1942年9月4日から12日にかけては中産階級以上のユダヤ人家庭の老人や子供たちも連行され、2万人がヘウムノ絶滅収容所へと移送されていった。
移送を指揮したゲットー警察長官レオン・ローゼンブラットはこの事について戦後にこう語った。
ユダヤ人長老評議会議長ルムコフスキも移送者たちの末路を報告された際に「命令だった。私は他人に手を汚させるよりは自分の手で実行したのだ」と漏らしたという。
移送は初めはドイツ当局の命令を受けたゲットー警察によって行われ、彼らの方で収拾不能になった時のみ、ドイツ当局が武力介入していた。しかし間もなくゲシュタポが直接移送の指揮を執り、ゲットー警察は補助に回るようになった。
これらの移送によってウッチ・ゲットーに残されたユダヤ人は大多数が「労働可能」な者となった。1944年1月初めのウッチ・ゲットーの人口は8万人であったが、このうち6万2000人が労働者登録されていた。

### 軍需工場
1942年の移送の嵐が去った後、1942年10月から1944年5月にかけてウッチ・ゲットーでは激しいユダヤ人移送は行われなくなった。その間、ウッチ・ゲットーの住民は徹底的に軍需産業に動員され、ドイツ国防軍の生産基地の一つとして機能した。1944年初頭には再び飢餓と病がゲットーを襲った。

### 撤収移送
ソ連赤軍の接近に伴い、1944年6月22日からウッチ・ゲットーの移送が再開された。1944年8月2日に正式にウッチ・ゲットーの解体命令が下る。ゲットー住民はアウシュヴィッツ＝ビルケナウ強制収容所やヘウムノ絶滅収容所へと移送され、大部分は終戦までに殺害されるか死亡するかした。ウッチ・ユダヤ人長老評議会議長ルムコフスキもアウシュヴィッツ＝ビルケナウ強制収容所へ移送され、そこで殺害された。
1945年1月にソ連赤軍によってウッチ・ゲットーは解放されたが、この時、ゲットー内には877人しか残っていなかった。

## ゲットー組織図
ゲットーの組織は以下のとおりであった。

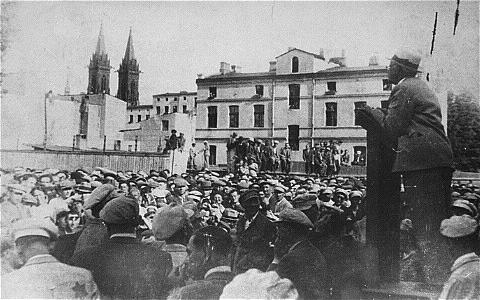
演説台に立つユダヤ人長老評議会議長ハイム・ルムコフスキ。

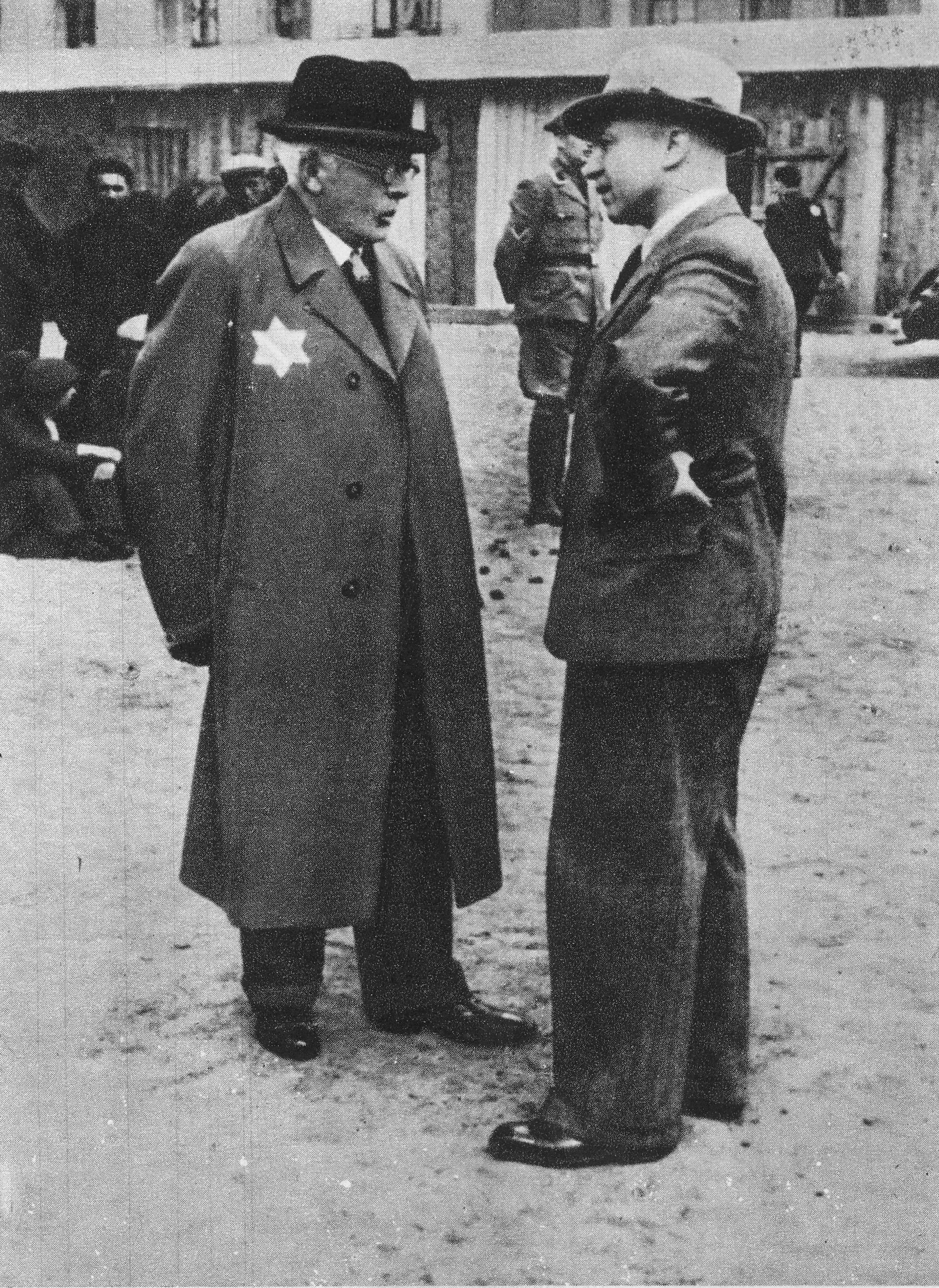
ルムコフスキと話し込むビーボウ（右）

ヴァルテラント国家代理官庁（国家代理官アルトゥール・グライザー）
- カリシュ＝リッツマンシュタット県庁（県知事フリードリヒ・ユーベルヘーア（））
  - リッツマンシュタット市庁（市長ヴェルナー・ヴェンツキー（ドイツ語版））
    - ゲットー管理局（局長ハンス・ビーボウ（ドイツ語版））
      - ユダヤ人長老評議会（議長モルデハイ・ハイム・ルムコフスキ）
        - 本部
        - 登記・戸籍局
        - 治安本部（警察・法律部門）（長官レオン・ローツェンブラット）
        - 消防局
        - 郵便本局及び郵便支局
        - ゲットー内ドイツ人・ポーランド人財産管理委員会
        - 住宅局
        - 財政局（税務・強制執行・賃貸・銀行などを所管）
        - 経済局（家屋管理・ゴミ処理・物品保管など所管）
        - 農業局
        - 学校局
        - 労働管理本部
        - 公共事業局
        - 食糧調達局
        - 福祉局（託児所・老人ホーム・無宿舎収容所など運営）
        - 保健局（病院・研究所など運営）